# Gloriana

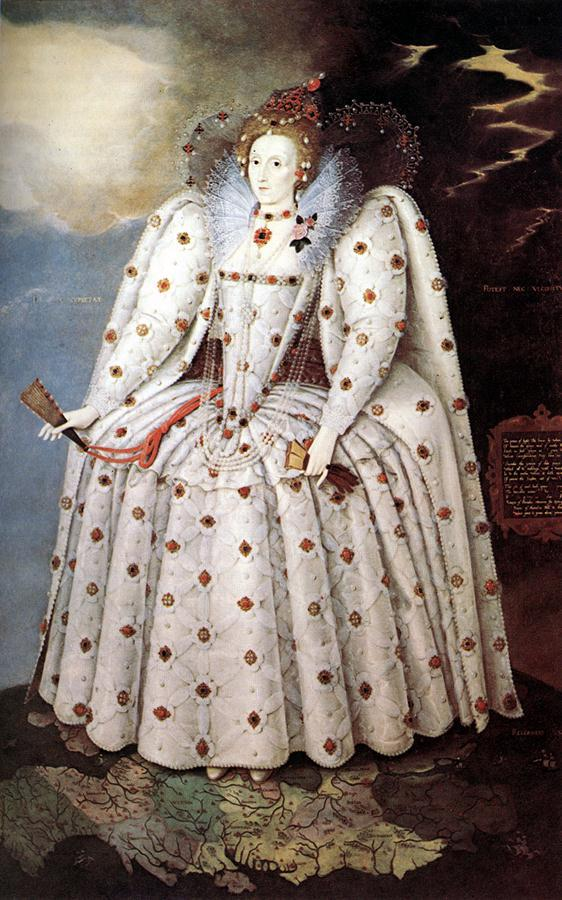
La reina Elisabet I d'Anglaterra, retrat de Marcus Gheeraerts el Jove, National Portrait Gallery de Londres

Gloriana, Op. 53, és una òpera de tres actes de Benjamin Britten amb llibret en anglès de William Plomer, basat en l'obra Elizabeth and Essex: A Tragic History (Elisabet i Essex: una història tràgica) de Lytton Strachey (1928).
L'estrena va tenir lloc a la sala Royal Opera House de Londres l'any 1953, durant les celebracions de la coronació de la Reina Elisabet II. Gloriana va ser el nom donat pel poeta del segle xvi Edmund Spenser al personatge que representava la Reina Elisabet I en el seu poema La Reina Fada (The Faerie Queene), nom que s'esdevingué el nom popular donat a Elisabet I. Es té constància que les tropes de Tilbury cridaven "Gloriana, Gloriana, Gloriana", quan l'Armada Espanyola va ser derrotada el 1588.
L'òpera descriu la relació entre la Reina Elisabet i Robert Devereux, segon Comte d'Essex, i va ser composta per a la coronació de Reina Elisabet II, que va tenir lloc el mes de juny de 1953. Diverses persones presents a la gala es van sentir decebudes per l'òpera. L'estrena va ser un dels pocs errors crítics de Britten, i no es va incloure en la sèrie d'enregistraments que Decca va fer de les obres del compositor. No obstant això, sovint s'interpreta una suite simfònica de concert extreta de l'òpera pel mateix compositor (com a Opus 53a), que inclou els balls cortesans.

## Història de les interpretacions
El 22 de novembre de 1963, en el 50è aniversari del compositor, Bryan Fairfax va dirigir un concert que va constituir la primera audició de l'òpera en qualsevol format des de la seva producció inaugural del 1953. Durant la gira de 1954 a Manchester i Birmingham, Joan Sutherland va cantar el paper de Penèlope. La segona escenificació de Gloriana va tenir lloc al Sadler's Wells Opera (English National Opera) el 1966 amb Sylvia Fisher en el paper principal.
El 1973, als Proms de Londres, es va interpretar i enregistrar una versió de concert sota la direcció de Sir Charles Mackerras.
Onze anys més van passar abans que s'escenifiqués un altre cop l'obra, el 1984, a la English National Opera amb la direcció de Mark Elder. Aquesta producció va anar de gira als Estats Units, a Nova York, Nova Orleans i Texas. Altres produccions de l'òpera a la Gran Bretanya han sigut les de l'Òpera Nacional Gal·lesa, el 1992, i la de l'Òpera del Nord, el 2002. El teatre de l'Òpera del Centre de la Ciutat de Colorado va presentar la primera representació nord-americana de l'òpera el 2001, protagonitzada per Joyce Castell en el paper d'Elisabet I. L'Òpera Teatre de Saint Louis va muntar l'obra el 2005, amb Christine Brewer fent el paper d'Elisabet I.
El Royal Opera House de Londres va presentar una actuació en el 60è aniversari de l'estrena, per a celebrar tant aquest aniversari com el centenari del naixement de Britten, en juny-juliol 2013.

## Personatges
| Rol                                      | Tipus de veu  | A l'estrena, 8 de juny de 1953 (Director: John Pritchard) |
| ---------------------------------------- | ------------- | --------------------------------------------------------- |
| Reina Elisabet I                         | soprano       | Joan Cross                                                |
| Robert Devereux, segon Comte d'Essex     | tenor         | Peter Pears                                               |
| Frances Walsingham                       | mezzo-soprano | Monica Sinclair                                           |
| Charles Blount, Lord Mountjoy            | baríton       | Geraint Evans                                             |
| Penelope (Lady Rich) germana de Essex    | soprano       | Jennifer Vyvyan                                           |
| Sir Robert Cecil, Conseller de la Reina  | baritone      | Arnold Matters                                            |
| Sir Walter Raleigh, Capità de la Guàrdia | baix          | Frederick Dalberg                                         |
| Henry Cuffe, polític afí a Essex         | baritone      | Ronald Lewis                                              |
| Dama d'Honor                             | soprano       | Adele Leigh                                               |
| Cantant de ballades cec                  | bass          | Inia Te Wiata                                             |
| El registrador de Norwich                | bass          | Michael Langdon                                           |
| Mestressa de casa                        | mezzo-soprano | Edith Coates                                              |
| L'Esperit de la Màscara                  | tenor         | William McAlpine                                          |
| El Mestre de Cerimònies                  | tenor         | David Tree                                                |
| El pregoner de la ciutat                 | baritone      | Rhydderch Davies                                          |
| El temps                                 | ball          | Desmond Doyle                                             |
| La Concòrdia                             | ball          | Svetlana Beriosova                                        |
| Cors                                     |               |                                                           |
| Cos de ball                              |               |                                                           |
| Actors                                   |               |                                                           |
| Músics a l'escenari                      |               |                                                           |

## Argument
Acció a finals del segle XVI
Lloc: Anglaterra

### Acte 1
Escena 1: Un torneig
Lord Mountjoy guanya una justa. Robert Devereux, Comte d'Essex, provoca Mountjoy a lluitar amb ell i és lleugerament ferit. La Reina Elisabet arriba i renya els homes per la seva gelosia. Els demana que l'assisteixen en la cort com a amics. Mountjoy i Essex fan la pau i la multitud elogia l'Elisabet.
Escena 2: l'apartament de la Reina al Palau de Nonsuch
Elisabet i Cecil discuteixen la rivalitat entre Mountjoy i Essex. Cecil adverteix l'Elisabet sobre l'amenaça de l'Armada Espanyola i sobre que seria perillós mostrar massa afecte per l'impulsiu Essex. Després de sortir Cecil, entra Essex i canta a la reina per tal d'allunar la seva ment dels problemes polítics. Li demana que el deixi anar a Irlanda per a contrarestar la rebel·lió dirigida pel Comte de Tyrone, Hugo O'Neill. Ell s'impacienta quan la Reina es mostra reticent, i acusa Cecil i Walter Raleigh de conspirar contra ell. Elisabet el fa fora i resa demanant força per a governar bé la seva gent.

### Acte 2
Escena 1: Norwich
La Reina, acompanyada per Essex, visita Norwich, i xerra amb el Registrador de Norwich. Es celebra una mascarada amb el Temps i la Concòrdia en el seu honor.
Escena 2: Casa d'Essex
La germana d'Essex, Lady Penèlope Rich, es reuneix amb Mountjoy al jardí. Essex i la seva esposa Frances se'ls uneixen, i Essex acusa la reina de frustrar els seus plans per anar a Irlanda. Ell, Mountjoy i Lady Rich creuen que guanyaran poder quan la Reina es vagi fent gran, però Frances demana prudència.
Escena 3: El Palau de Whitehall
S'ofereix un a Palau. Frances, lady Essex, porta un vestit molt adornat, i que és molt admirat pels membres de la cort. La reina ordena als músics tocar una melodia enèrgica; els cortesans ballen un conjunt de cinc "Danses Corteses". Les dames es retiren per a canviar-se la seva roba. Lady Essex entra, amb un vestit més senzill que l'anterior, i diu a Lady Rich que el seu vestit original ha desaparegut. La reina arriba amb el vestit de Lady d'Essex, que és massa curt i estret per a ella. Elisabet es burla de Lady Essex i es retira de nou. Mountjoy, Essex i Lady Rich consolen la humiliada Lady Essex. Essex expressa la seva fúria per la conducta de la reina, però es calma quan Elisabet torna, vestint la seva pròpia roba. Elisabet nomena Essex Lord Diputat d'Irlanda. Tothom ho celebra.

### Acte 3
Escena 1: Palau de Nonsuch
Les criades de la reina xafardegen sobre el fracàs d'Essex per a controlar la rebel·lió irlandesa. Essex irromp i insisteix en veure la Reina immediatament, tot i que ella va sense perruca i vestint una bata. Elisabet admet tristament a Essex que ella és ja una dona gran. Elisabet rep Essex amablement i inicialment simpatitza amb ell pels seus problemes, però s'impacienta quan ell es queixa dels seus enemics a la cort. Quan marxa, les dames vesteixen l'Elisabet i la maquillen. Cecil arriba i li adverteix que tant els rebels irlandesos com l'impulsiu Essex suposen una amenaça per al seu regnat. Elisabet està d'acord que Essex s'ha de mantenir sota arrest domiciliari.
Escena 2: Un carrer a Londres
Un cantant de balades narra els intents d'Essex per incitar a la rebel·lió, mentre que els seguidors d'Essex tracten de reunir als nous reclutes. Un herald anuncia que Essex és un traïdor, i que qualsevol persona que li doni suport serà culpable de traïció.
Escena 3: El Palau de Whitehall
Essex ha sigut enviat a la Torre de Londres. Cecil, Raleigh i altres regidors intenten aconseguir que la Reina sentenciï a mort a Essex, però ella és reticent a escoltar els consells. Sola, reflexiona sobre la seva afició per Essex. Lady Essex, Lady Rich i Lord Mountjoy arriben a demanar clemència per Essex. La reina tracta Lady Essex amablement i li assegura que ni ella ni els seus fills no es veuran afectats. No obstant això, Elisabet s'enfada quan l'orgullosa Lady Rich afirma que la Reina necessita Essex per a governar amb eficàcia. Elisabet es nega a escoltar altres precs i signa la sentència de mort d'Essex. De nou sola, reflexiona sobre la seva relació amb Essex i la seva pròpia mortalitat.

## Enregistraments
- Sarah Walker (Reina Elisabet I), Anthony Rolfe Johnson (Comte d'Essex), Jean Rigby (Comtessa d'Essex), Neil Howlett (Lord Mountjoy), Alan Opie (Sir Robert Cecil), Elizabeth Vaughan (Lady Rich), Richard Van Allan (Sir Walter Raleigh), Malcolm Donnelly (Henry Cuffe); Cors i Orquestra de l'English National Opera; Mark Elder (director). Enregistrat en directe a Londres el 1984 (i retransmès per la BBC). Segell: ArtHaus Musik DVD[7]
- Josephine Barstow, Philip Langridge, Alan Opie, Jonathan Summers, Willard White, Jenevora Williams, Cors i Orquestra de l'Òpera Nacional Gal·lesa, Sir Charles Mackerras (Argo/Decca) 1993.